# Cyclopogon cranichoides
Cyclopogon cranichoides är en orkidéart som först beskrevs av August Heinrich Rudolf Grisebach, och fick sitt nu gällande namn av Rudolf Schlechter. Cyclopogon cranichoides ingår i släktet Cyclopogon, och familjen orkidéer. Inga underarter finns listade i Catalogue of Life.